# Свети Николай (Лъка)
„Свети Николай“ (на гръцки: Αγίου Νικολάου) е възрожденска православна църква, разположена в село Лъка (Ланка), Костурско, Гърция. Църквата е енорийски храм на Костурската епархия.

## История
Църквата е разположена в центъра на селото. Построена е в 1864 година. В църквата има запазени ценни икони.